# دهنوندة (بشتكوه)
دهنوندة (بالفارسية: دهنونده) هي قرية تقع في إيران في Poshtkuh Rural District. يقدر عدد سكانها بـ 309 نسمة بحسب إحصاء 2016.